# Ла-Пра (Во)
Ла-Пра (фр. La Praz) — громада  в Швейцарії в кантоні Во, округ Юра-Нор-Водуа.

## Географія
Громада розташована на відстані близько 85 км на захід від Берна, 22 км на північний захід від Лозанни.
Ла-Пра має площу 5,1 км², з яких на 3,3% дозволяється будівництво (житлове та будівництво доріг), 45,8% використовуються в сільськогосподарських цілях, 50,9% зайнято лісами, 0% не є продуктивними (річки, льодовики або гори).

## Демографія
2019 року в громаді мешкало 165 осіб (-2,4% порівняно з 2010 роком), іноземців було 11,5%. Густота населення становила 32 осіб/км².
За віковим діапазоном населення розподілялося таким чином: 18,8% — особи молодші 20 років, 62,4% — особи у віці 20—64 років, 18,8% — особи у віці 65 років та старші. Було 66 помешкань (у середньому 2,5 особи в помешканні).
Із загальної кількості 30 працюючих 15 було зайнятих в первинному секторі, 5 — в обробній промисловості, 10 — в галузі послуг.